# Mindok

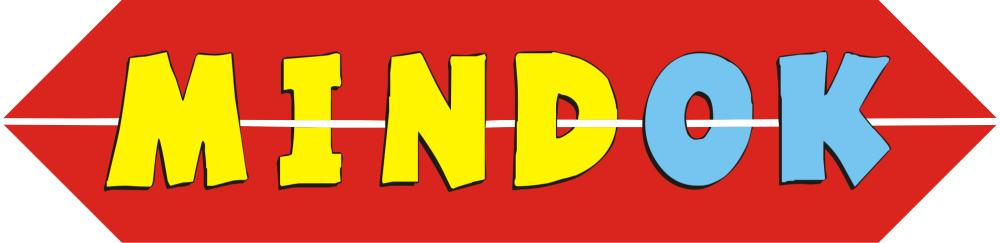
Stará verze loga

Mindok je české vydavatelství deskových her. Firma byla založena roku 2007 Jaromírem Kovaříkem, který se též podílel na založení společnosti Albi. Kromě společenských her prodává Mindok také hry od SMART games, které jsou na pomezí deskové hry a hlavolamu určené pro jednoho hráče.

## Historie
Jaromír Kovařík založil tuto firmu v roce 2007, tedy pár let po tom, co ztratil podíl ve firmě Albi. Roku 2008 se firma připojila ke SMART games. V roce 2012 došlo ke změně loga.

## Produkty
Mezi nejprodávanější hry patří Carcassonne, Krycí jména, Černé historky a hlavolamy od SMART games.[zdroj?]